# Lazăr Sfera
Lazăr Sfera (ur. 29 kwietnia 1909 w Lokve, zm. 24 sierpnia 1992) – rumuński piłkarz, reprezentant kraju grający na pozycji obrońcy.

## Kariera klubowa
Swoją przygodę z futbolem rozpoczął w wieku 16 lat w zespole Politehnica Timiszoara. W 1927 roku dołączył do drużyny seniorów Politehnici. W 1929 roku na kilka miesięcy pozyskał go zespół Banatul Timișoara, a jeszcze w tym samym roku dołączył do România Cluj. W 1931 roku podpisał kontrakt z zespołem Universitatea Kluż-Napoka. W barwach drużyny z Kluż zdobył wicemistrzostwo Liga I w sezonie 1932/33 oraz dotarł do finału Pucharu Rumunii w sezonie 1933/34. Dobre występy w klubie zaowocowały powołaniem na Mistrzostwa Świata. 
Po mundialu zakupił go zespół Venus Bukareszt. Grając dla Venusa trzykrotnie wygrał mistrzostwo Liga I w sezonach 1936/37, 1938/39, 1939/40 oraz dotarł do finału Pucharu Rumunii w sezonie 1939/40. Dla ekipy ze stolicy wystąpił w 133 spotkaniach i strzelił 3 bramki. W 1941 roku zakończył karierę piłkarską.
| Sezon   | Klub                      | Kraj    | Rozgrywki | Mecze | Bramki |
| ------- | ------------------------- | ------- | --------- | ----- | ------ |
| 1926/27 | Politehnica Timiszoara    | Rumunia |           |       |        |
| 1927/28 | Politehnica Timiszoara    | Rumunia |           |       |        |
| 1928/29 | Politehnica Timiszoara    | Rumunia |           |       |        |
| 1928/29 | Banatul Timișoara         | Rumunia |           |       |        |
| 1929/30 | România Cluj              | Rumunia |           |       |        |
| 1930/31 | România Cluj              | Rumunia |           |       |        |
| 1931/32 | Universitatea Kluż-Napoka | Rumunia |           |       |        |
| 1932/33 | Universitatea Kluż-Napoka | Rumunia | Liga I    | 14    | 0      |
| 1933/34 | Universitatea Kluż-Napoka | Rumunia | Liga I    | 13    | 2      |
| 1934/35 | Venus Bukareszt           | Rumunia | Liga I    | 19    | 0      |
| 1935/36 | Venus Bukareszt           | Rumunia | Liga I    | 19    | 0      |
| 1936/37 | Venus Bukareszt           | Rumunia | Liga I    | 22    | 1      |
| 1937/38 | Venus Bukareszt           | Rumunia | Liga I    | 17    | 0      |
| 1938/39 | Venus Bukareszt           | Rumunia | Liga I    | 20    | 1      |
| 1939/40 | Venus Bukareszt           | Rumunia | Liga I    | 22    | 0      |
| 1940/41 | Venus Bukareszt           | Rumunia | Liga I    | 13    | 1      |

## Kariera reprezentacyjna
Karierę reprezentacyjną rozpoczął 26 sierpnia 1931 w meczu przeciwko Litwie, który jego zespół wygrał 4:2. W 1934 został powołany przez trenerów Josefa Uridila i Constantina Rădulescu na MŚ 1934 we Włoszech. Jego reprezentacja poległa w pierwszej rundzie z Czechosłowacją 1:2. Sfera nie zagrał w tym spotkaniu. 
W 1938 roku został powołany przez trenerów Alexandru Săvulescu i Constantina Rădulescu na MŚ 1938 we Francji. Nie wystąpił w żadnym spotkaniu. Po raz ostatni w reprezentacji zagrał 1 czerwca 1941 w przegranym 1:4 spotkaniu z reprezentacją Niemiec. W sumie wystąpił w 14 spotkaniach.
| Mecze i gole w reprezentacji | Mecze i gole w reprezentacji | Mecze i gole w reprezentacji | Mecze i gole w reprezentacji | Mecze i gole w reprezentacji | Mecze i gole w reprezentacji | Mecze i gole w reprezentacji |
| #                            | Data                         | Miasto                       | Przeciwnik                   | Gol                          | Wynik                        | Rozgrywki                    |
| ---------------------------- | ---------------------------- | ---------------------------- | ---------------------------- | ---------------------------- | ---------------------------- | ---------------------------- |
| 1.                           | 26.08.1931                   | Kowno                        | Litwa                        |                              | 4:2                          | towarzyski                   |
| 2.                           | 29.11.1931                   | Ateny                        | Grecja                       |                              | 4:2                          | Balkan Cup                   |
| 3.                           | 14.10.1934                   | Lwów                         | Polska                       |                              | 3:3                          | towarzyski                   |
| 4.                           | 03.11.1935                   | Bukareszt                    | Polska                       |                              | 4:1                          | towarzyski                   |
| 5.                           | 08.09.1937                   | Belgrad                      | Jugosławia                   |                              | 1:2                          | towarzyski                   |
| 6.                           | 25.09.1938                   | Bukareszt                    | III Rzesza                   |                              | 1:4                          | towarzyski                   |
| 7.                           | 07.05.1939                   | Bukareszt                    | Jugosławia                   |                              | 1:0                          | towarzyski                   |
| 8.                           | 18.05.1939                   | Bukareszt                    | Łotwa                        |                              | 4:0                          | towarzyski                   |
| 9.                           | 24.05.1939                   | Bukareszt                    | Anglia                       |                              | 0:2                          | towarzyski                   |
| 10.                          | 20.10.1939                   | Bukareszt                    | Węgry                        |                              | 1:1                          | towarzyski                   |
| 11.                          | 31.03.1940                   | Bukareszt                    | Jugosławia                   |                              | 3:3                          | towarzyski                   |
| 12.                          | 14.04.1940                   | Rzym                         | Włochy                       |                              | 1:2                          | towarzyski                   |
| 13.                          | 19.05.1940                   | Budapeszt                    | Węgry                        |                              | 0:2                          | towarzyski                   |
| 14.                          | 01.06.1941                   | Bukareszt                    | III Rzesza                   |                              | 1:4                          | towarzyski                   |

## Sukcesy
Universitatea Kluż-Napoka
- Wicemistrzostwo Liga I (1): 1932/33
- Finał Pucharu Rumunii (1): 1933/34

 Venus Bukareszt
- Mistrzostwo Liga I (3): 1936/37, 1938/39, 1939/40
- Finał Pucharu Rumunii (1): 1939/40